# Districte d'East Khasi Hills
El districte d'East Khasi Hills és una divisió de Meghalaya, Índia, amb una superfície de 2.748 km² i població al cens del 2001 de 660.994 habitants. Limita al nord amb les planes del districte de Ri Bhoi, mentre al sud les muntanyes s'eleven progressivament amb diversos rius; té a les est les muntanyes Jaintia (districte de Jaintia Hills) i a l'oest el districte de West Khasi Hills. La part principal és l'altiplà de Shillong amb la muntana del mateix nom a uns 10 km de la ciutat, amb uns 2000 metres. Shillong és capital del districte i de l'estat. Hi ha un aeroport a Umroi a uns 35 km de Shillong.
Està poblat per khasis amb els grups khasis, bhois, wars, i alguns jainties o santengs (khyrwangs, labangs, nangphylluts, nangtungs) a més d'alguns pnars o khasis de les muntanyes Jaintia i lyngngams, anomenats tots en conjunt com Hynniewtrep, del grup protoaustroloide, raça mon-khmer, suposats descendents de Ki Hynniew Trep. També hi viuen a l'oest alguns garos que s'anomenen a si mateixos achiks, que són de la família dels bodos de la raça tibetobirmana.
Administrativament està dividida en vuit blocs de desenvolupament (blocks):
- 1. Mawphlang

- 2. Mylliem

- 3. Mawryngkneng

- 4. Mawkynrew

- 5. Mawsynram

- 6. Shella-Bholaganj

- 7. Pynursla

- 8. Khadarshnong -Laitkroh (darrer creat)

Del districte va formar part entre 1976 i 1992 la subdivisió de Ri Bhoi, situada al nord, que es va segregar el 4 de juny de 1992 formant el nou districte de Ri Bhoi.